# Judit Jakab
Judit Jakab (Budapest, 23 aprile 1989) è un'ex cestista ungherese naturalizzata svizzera.

## Carriera

### Club
Inizia la sua attività nella Pallacanestro Muraltese dove gioca nelle categorie giovanili; ha poi esordito in Lega Nazionale raggiungendo la promozione in Lega Nazionale B, dove ha anche giocato fino al 2008.
Dal 2008 al 2012 ha vestito la maglia del Canti Riva Basket, militando per quattro stagioni nella Massima serie. Nell'estate del 2012 torna nuovamente a giocare nella Muraltese, appena promossa in massima serie.

### Nazionale
Nata in Ungheria, possiede passaporto svizzero. Con la nazionale rossocrociata ha disputato i FIBA EuroBasket Women Division B nel 2009 e nel 2011. In precedenza (2006 e 2007) aveva preso parte ai FIBA EuroBasket Under 20 Women.